# Disney Streaming
Disney Streaming (anteriormente conocida como BAMTech Media de 2015 a 2018, y Disney Streaming Services de 2018 a 2021) es una subsidiaria tecnológica de The Walt Disney Company ubicada en Manhattan, Nueva York. Se estableció en 2015 como un spin-off de MLB Advanced Media, la rama de los medios digitales de la Major League Baseball, enfocado en proporcionar tecnología de transmisión de video, particularmente para servicios OTT. Los principales clientes de la compañía son ESPN (por su servicio ESPN+), NHL, PGA Tour, Riot Games (para los e-sports de League of Legends), PlayStation Vue, WWE Network y TheBlaze.
Fue propiedad mayoritaria de la MLB Advanced Media (que es, a su vez, un consorcio de propietarios de equipos principales de la MLB), con participaciones minoritarias en poder de la National Hockey League y otros inversores. Disney adquirió una participación minoritaria en la compañía en agosto de 2016 por $1000 millones estadounindeses, y al año siguiente, anunció su intención de aumentar su participación a una participación de control del 75% por $1.58 mil millones. El acuerdo fue aprobado por los reguladores en septiembre de 2017. Después de la adquisición de BAMTech por Disney, la compañía comenzó a desarrollar dos servicios de transmisión por suscripción alineados con las propiedades de Disney: el servicio ESPN+ orientado al deporte, el servicio de entretenimiento familiar mundial Disney+, el servicio de streaming de entretenimiento general de Estados Unidos Hulu y el servicio de streaming de entretenimiento general para Latinoamérica Star+. Disney adquirió la propiedad total en noviembre de 2022.

## Historia

### BAMTech Media (2015–2018)
BAMTech se fundó en febrero de 2015 a través de MLB Advanced Media, convirtiendo su negocio de tecnología de streaming en una compañía separada con inversores externos. La formación de la empresa fue aprobada por la junta directiva de MLB Advanced Media el 13 de agosto de 2015. Según el plan, las propiedades específicas de la MLB (como MLB.com) permanecerían bajo el control de la liga. En agosto de 2016, The Walt Disney Company adquirió una participación de 1/3 en la compañía por $1000 millones, con la opción de adquirir una participación mayoritaria en el futuro.
El 1 de noviembre de 2016, BAMTech anunció una asociación con Discovery Communications para formar una empresa conjunta europea conocida como BAMTech Europe. Su primer cliente es Eurosport, el titular de derechos paneuropeos de los Juegos Olímpicos a partir de 2018. Al mes siguiente, Riot Games anunció un acuerdo con BAMTech para que la compañía distribuya y monetice transmisiones de competiciones profesionales en su videojuego multijugador League of Legends hasta 2023 BAMTech pagará a Riot al menos $50 millones por año y dividirá los ingresos por publicidad.
El 21 de febrero de 2017, Michael Paull fue nombrado CEO de BAMTech. El 8 de agosto de 2017, Disney anunció que aumentaría su propiedad en la compañía a una participación de control del 75% por $1,58 mil millones. Disney también reiteró su plan de lanzar un servicio over-the-top con la marca ESPN a principios de 2018, seguido de un servicio de transmisión directa al consumidor con la marca Disney en 2019. BAMTech Media fue colocado bajo Kevin A. Mayer, vicepresidente ejecutivo y director de estrategia de Disney.
La compañía lanzó formalmente un sitio web y una identidad corporativa en septiembre de 2017. El 7 de noviembre de 2017, BAMTech adquirió la firma de software con sede en Manchester Cake Solutions. Como parte de la reestructuración corporativa, el exdirector de Cake Solutions, Ian Brookes, dejó la empresa.
En la reorganización del segmento de Disney el 14 de marzo de 2018 en anticipación de la integración de los activos de Fox, BAMTech fue transferido a Walt Disney Direct-to-Consumer & International. BAMTech nombró a Kevin Swint como vicepresidente senior y gerente general del próximo servicio de transmisión de Disney en enero de 2018 con Agnes Chu como ejecutiva de programación.

### Disney Streaming Services (2018–2021)
En octubre de 2018, se informó que la compañía había sido renombrada internamente como Disney Streaming Services. El 31 de octubre de 2018, el vicepresidente ejecutivo y director general de ESPN International, Russell Wolff, fue nombrado vicepresidente ejecutivo y gerente general de ESPN+. La WWE no renovó su contrato con Disney Streaming Services cuando expiró a fines de 2018, sino que cambió a Endeavour Streaming, anteriormente NeuLion, en enero de 2019.

### Disney Streaming (2021–presente)
El 3 de agosto de 2021, Disney anunció que la compañía pasaría a llamarse Disney Streaming. En el mismo mes, se informó que Disney estaba comprando la participación del 10% de la propiedad de la National Hockey League en Disney Streaming Services por $350 millones estadounidenses, lo que le otorgaba a Disney una participación del 85%, y que la participación del 15% de Major League Baseball en la compañía podría ser comprada por Disney, tan pronto como 2022.
El 10 de agosto de 2022, se informó que Disney Streaming tenía un total de 221 millones de suscripciones de Disney+, Hulu y ESPN+ combinados. En ese momento, este número superó a Netflix, que informó tener 220,7 millones de suscriptores en julio de 2022. El 29 de noviembre de 2022, Disney reveló en su informe anual que había adquirido el 15% restante de la MLB en la empresa por $900 millones.